# (24503) Kero
(24503) Kero est un astéroïde de la ceinture principale.

## Description
(24503) Kero est un astéroïde de la ceinture principale. Il fut découvert le 3 janvier 2001 à la station Anderson Mesa par le programme LONEOS. Il présente une orbite caractérisée par un demi-grand axe de 2,60 UA, une excentricité de 0,11 et une inclinaison de 15,3° par rapport à l'écliptique.

## Compléments